# Молодёжный (Оренбургская область)
Молодёжный — посёлок в Тоцком районе Оренбургской области. Административный центр и единственный населенный пукнт Молодёжного сельсовета.

## История
В 1966 г. Указом Президиума ВС РСФСР поселок Погроминского сельскохозяйственного техникума  переименован в Молодёжный.

## Население
| 2010 | 2012 | 2013 | 2014 | 2015 | 2016 | 2017 |
| ---- | ---- | ---- | ---- | ---- | ---- | ---- |
| 576  | ↗587 | ↘579 | ↘571 | ↘553 | ↘548 | ↗550 |
| 2018 | 2019 | 2020 | 2021 |      |      |      |
| ↘535 | ↘531 | ↘524 | ↘513 |      |      |      |